# 咖啡歐蕾
咖啡歐蕾或稱牛奶咖啡，法語原名意即「咖啡中加入牛奶」，是將咖啡加上熱牛奶調製成的飲品。
歐蕾咖啡與拿鐵咖啡的差異是基底咖啡的種類及摻入牛奶的比例：拿鐵咖啡以意式濃縮咖啡（espresso）為基底，與牛奶以1:3至1:5的比例調和，再加上些許奶泡；而歐蕾咖啡則是以黑咖啡為基底，與熱牛奶以1:1的比例調和。

## 種類
在星巴克歐蕾咖啡则被称为，以1:1比例的法式压滤咖啡和奶泡搭配而成。